# Théodule-Armand Ribot
Théodule-Armand Ribot (1839 – 1916), fou un psicòleg francès nascut a Guingamp i educat al Lycée de St Brieuc. És conegut per la Llei de Ribot sobre l'amnèsia. El seu mètode era racionalista.
El 1888 va ésser nomenat professor del College of France. La seva tesi per al seu doctorat és Hérédité: étude psychologique.
En la seva obra La Psychologie anglaise contemporaine: l'école expérimentale (1870), mostrà la seva simpatia per l'escola sensacionalista.
Va escriure sobre Arthur Schopenhauer, Philosophie de Schopenhauer (1874; 7th ed., 1896), i sobre la psicologia alemanya (La Psychologie allemande contemporaine, 1879; 13th ed., 1898), també quatre petites monografies: Les Maladies de la mémoire (1881; x3th ed., 1898); De la volonté (1883; 14th ed., 1899); De la personnalité (1885; 8th ed., 1899); i La Psychologie de l'attention (1888), on subministra dades úrils sobre la malaltia mental.

### Obres
- La Psychologie anglaise contemporaine: l'école expérimentale (1870)
- La philosophie de Schopenhauer (1874)
- Psychologie de l'attention (1889)[1]
- La Psychologie des sentiments (1896)
- L'Evolution des idées générales (1897)
- Essai sur l'imagination créatrice (1900)
- La Logique des sentiments (1904)
- Essai sur les passions (1906)